# تپه کلاته خان شمالی و جنوبی
تپه کلاته خان شمالی و جنوبی در شهرستان شاهرود، بخش مرکزی، روستای کلاته خان واقع شده و این اثر در تاریخ ۱۰ دی ۱۳۸۱ با شمارهٔ ثبت ۶۹۴۵ به‌عنوان یکی از آثار ملی ایران به ثبت رسیده است.